# Georg Abel von Tettau
Georg Abel von Tettau (3. Oktober 1618 in Sieslack – 25. November 1677 auf Gut Worienen) war ein Obermarschall im Herzogtum Preußen.

## Leben

### Herkunft und Familie
Georg Abel von Tettau war Angehöriger des preußischen Adelsgeschlechts von Tettau. Er war der älteste Sohn des Oberburggrafen und Landhofmeisters im Herzogtum Preußen Hans Eberhard von Tettau (1585–1653) und Sophia, geborene von Schlieben (1600–1675). Er vermählte sich in erster Ehe 1645 mit Katharina Johanna von Lehndorff (1629–1667) und ein weiteres Mal 1669 mit Maria Elisabeth von Bünau (1632–1680). Zu seinen 12 Kindern zählte der preußische Generalleutnant und Gouverneur von Spandau Johann Georg von Tettau (1650–1713).

### Werdegang
Tettau studierte seit 1633 in Königsberg und bereiste anschließend mit seiner Grand Tour Europa. 1650 wurde er Hauptmann zu Ragnit und avancierte 1654 zum Landrat. Seit 1657 war er Vogt zu Fischausen und seit 1666 Landvogt zu Schaacken. Er wurde 1667 Hauptmann zu Brandenburg. Am
15. September 1674 schließlich avancierter er zum Oberrat und Obermarschall in Preußen.
Tettau war ab 1640 Herr auf Tolks, ab 1654 auf Kraphausen, ab 1656 auf Brausen, Januschau und Sieslack, sowie ab 1664 auf Worienen, wo er auch begraben wurde.